# Aleksander Dimitrijevič Balašov
Aleksander Dimitrijevič Balašov (rusko Алекса́ндр Дми́триевич Балашо́в), ruski general, * 19. julij 1770, † 8. maj 1837.
Bil je eden izmed pomembnejših generalov, ki so se borili med Napoleonovo invazijo na Rusijo; posledično je bil njegov portret dodan v Vojaško galerijo Zimskega dvorca.
Med letoma 1810 in 1812 ter med leta 1819 je bil minister policije Ruskega imperija in med letoma 1809 in 1812 je bil generalni guverner Sankt Petersburga.

## Življenje
Rodil se je senatorju in tajnemu svetniku Dimitriju Balašovu.
Pri petih letih je bil vpisan v dvorne enote Preobraženskega polka. Januarja 1778 je dosegel čin vodnika, nakar je bil 1. junija 1781 premeščen k pažem. 10. januarja 1791 je kot poročnik dvornih enot Izmailovskega polka pričel z aktivno vojaško službo. 1. januarja 1795 je bil kot podpolkovnik premeščen v redno vojsko in 4. marca istega leta je bil dodeljen Astrahanskemu grenadirskemu polku. Leta 1797 je vodil organizacijo Kazanskega garnizijskega polka in 9. aprila naslednje leto je postal polkovnik. 
Pri 28 letih je bil povišan v generalmajorja in 21. februarja 1799 je postal poveljnik omske trdnjave ter Omskega grenadirskega polka. Zaradi sporov z generalnim guvernerjem je odstopil iz vojaške službe.
19. novembra 1800 je ponovno vstopil v vojaško službo in čez 8 dni postal revelski vojaški guverner in poveljnik Marklovskega polka. 17. decembra 1802 je bil razrešen položaja in dodeljen vojski. 24. avgusta 1804 je postal poveljnik Trojckega mušketirskega polka, s katerim se bi moral udeležiti bojev na Kavkazu. A je Balašov podal odpoved. 29. decembra 1804 je postal vrhovni policijski poveljnik v Sankt Peterburgu in 2. februarja 1809 je postal vojaški guverner Sankt Peterburga ter istočasno bil povišan v generaladjutanta. 28. marca istega leta pa je bil povišan še v generalporočnika. 
V tem času je uvedel administrativno delitev mesta na 12 okrožij, razširil obseg mesta, izboljšal rečna obrežja v mestu, odprl železničarsko-inženirski inštitut,...
1. januarja 1810 je postal državni svetnik in 25. julija istega leta je postal minister policije Ruskega imperija. 28. marca 1812 je bil Balašov razrešen svojih dolžnosti, saj se je s carjem Aleksandrom I. odpravil na mejo. 12. junija 1812 je Napoleonova vojska prečkala državno mejo in naslednji dan je Aleksander I. poslal Balašova k Napoleonu s pismom, v katerem mu je predlagal vzpostavitev stanja quo. Brez uspeha se je vrnil k carju in postal odgovoren za organizacijo ljudske milicije. Pozneje je opravljal različne diplomatske naloge. 
Leta 1816 je bil poslan na württemberški in leta 1818 na neapeljski dvor. Istega leta se je vrnil v Rusijo ter postal član prostozidarjev. 15. oktobra 1819 je ponovno postal minister policije, a je položaj zasedal le 20 dni, saj je bilo ministrstvo policije vključeno v ministrstvo za notranje zadeve. Istočasno pa je bil imenovan generalnega guvernerja regije, v katero so spadale province Voronež, Orel, Rjazan, Tambovo in Tula. 12. decembra 1823 je bil povišan v generala pehote. 
Junija 1826 je postal član sodišča, ki je sodilo decembristom. Zaradi slabega zdravja, starosti in dejstva, da mu novi car Nikolaj I. ni zaupal je 10. marca 1828 zapustil guvernersko mesto in postal senator (1. januar 1830) ter vojaški svetnik (11. julij 1832). 23. septembra 1934 je bil upokojen. 

## Družina
S prvo ženo, Natalijo Antipatrovno Konovnicina (umrla 1806), je imel dva otroka:
- Dimitrij Aleksandrovič Balašov (1801-58) in
- Ana Aleksandrova Balašova (1805-24).

Leta 1808 se je poročil z eno najbogatejših žensk v Rusiji - Katarino Petrovno Beketovoj (1779-23), s katero je imel 3 otroke:
- Peter Aleksandrovič Balašov (1811-45);
- Aleksander Aleksandrovič Balašov (1813-54) in
- Ivan Aleksandrovič Balašov (1815-41).

## Odlikovanja
- red svetega Vladimirja (3. razred: 22. september 1807; 1. razred: 30. avgust 1814)
- red svetega Aleksandra Nevskega (2. april 1811)
- red svete Ane (3. razred: 29. maj 1798; 1. razred: 19. avgust 1805; z diamanti: 1808)
- red svetega Jurija (4. razred: 26. november 1826)
- red rdečega orla (1. razred: 1815)
- red zvestobe (1817)
- red zährinškega orla (1817)
- red Maksimilijana Jožefa (1814)